# 중화민국 내정부 소방서
내정부소방서(National Fire Agency, 중국어 정체자: 內政部消防署, 병음: Nèizhèngbù Xīaofángshǔ 네이정부 샤오팡슈[*])는 중화민국의 소방을 담당하는 중화민국 내정부 산하의 기관이다. 1995년 3월에 설치되었다.

## 조직 현황
- 소방서장
  - 종합기획조 (綜合企劃組)
  - 재해관리조 (災害管理組)
  - 화재예방조 (火災預防組)
  - 위험물품관리조 (危險物品管理組)
  - 재해창구조 (災害搶救組)
  - 긴급구호조 (緊急救護組)
  - 화재조사조 (火災調查組)
  - 교육훈련조 (教育訓練組)
  - 민력운용조 (民力運用組)
  - 구재구호지휘중심 (救災救護指揮中心)
  - 비서실 (秘書室)
  - 인사실 (人事室)
  - 회계실 (會計室)
  - 정풍실 (政風室) : 윤리실
- 임무편조 (任務編組)
  - 독찰실 (督察室) : 정보실
  - 자신실 (資訊室) : 감사실
- 파출단위
  - 특종수구대 (特種搜救隊) : 특수구조대
  - 훈련중심 (訓練中心) : 소방학교

## 부속기관
- 지룽항무소방대 : 지룽 항 일원
- 타이중항무소방대 : 타이중 항 일원
- 가오슝항무소방대 : 가오슝 항 일원
- 화롄항무소방대 : 화롄 항 일원

## 같이 보기
- 중화민국 내정부